# Richwin (Verdun)
Richwin oder Ricuin (lat.: Ricuvinus; † 15. November 923) war ein Graf von Verdun im 9. und 10. Jahrhundert.
Richwin wird erstmals als Graf von Verdun in einer Urkunde des Königs Zwentibold von Lotharingien vom 14. August 895 genannt, welche an das Kloster Saint-Mihiel gerichtet war. Als „verdienstvoller Graf“ wird er gemeinsam mit Wigerich am 23. Januar 899 an der Seite desselben Königs genannt. Nach dessen Tod im Jahr darauf wandte sich Richwin offenbar dem westfränkischen König Karl III. dem Einfältigen zu, in dessen Gefolge er am 12. Februar 912 genannt wird. Erneut mit dem Pfalzgrafen Wigerich und erstmals mit seinem Sohn Otto wird Richwin an der Seite des Königs am 9. Januar 916 in Herstal genannt. Kurz darauf starb Wigerich und Richwin heiratete dessen Witwe, Kunigunde. Auch tritt er seither als Laienabt von Moyenmoutier und Saint-Pierre in Metz auf, vermutlich hatte er zugleich auch das Grafenamt von Metz inne.
Im Jahr 921 beteiligte sich Richwin an der Rebellion der lotharingischen Großen gegen die Herrschaft König Karls des Einfältigen zugunsten des ostfränkischen Königs Heinrich I. Am 15. November 923 wurde er in seinem Bett liegend von Boso ermordet, womöglich im Auftrag seines Stiefsohnes Adalbero, des späteren Bischofs von Metz. Der Mord an ihm durch den Bruder des neuen westfränkischen Königs Rudolf verstärkte die Abfallbewegung des lothringischen Adels hin zum ostfränkischen Reich.
In erster Ehe war Richwin mit der Tochter eines Grafen Ingelram verheiratet, dessen Identität nicht zu bestimmen ist. Mit ihr hatte er den Sohn Otto, welcher später zum Herzog von Lothringen aufstieg. Seine zweite Frau, Kunigunde, war die Witwe des Pfalzgrafen Wigerich und mütterlicherseits eine Enkelin des westfränkischen Königs Ludwig II. des Stammlers.

## Weblink
- Richwin von Verdun bei The Henry Project (englisch)

| Vorgänger | Amt                         | Nachfolger |
| --------- | --------------------------- | ---------- |
| —         | Graf von Verdun vor 895–923 | Otto       |

| Personendaten    | Personendaten     |
| ---------------- | ----------------- |
| NAME             | Richwin           |
| ALTERNATIVNAMEN  | Ricuin; Ricuvinus |
| KURZBESCHREIBUNG | Graf von Verdun   |
| GEBURTSDATUM     | 9. Jahrhundert    |
| STERBEDATUM      | 15. November 923  |